# Żurawlów
Żurawlów – wieś w Polsce położona w województwie lubelskim, w powiecie zamojskim, w gminie Grabowiec
W latach 1975–1998 miejscowość administracyjnie należała do województwa zamojskiego.
Wieś jest sołectwem w gminie Grabowiec. 
Wierni Kościoła rzymskokatolickiego należą do parafii św. Mikołaja w Grabowcu.

## Geografia
Żurawlów położony jest w środkowej części gminy Grabowiec, nad rzeką Wolicą, w obrębie Działów Grabowieckich. Żurawlów jest wsią głównie o charakterze rolniczym. Na terenie wsi występuje zabudowa zagrodowa. Wieś sąsiaduje ze Szczelatynem (1,3 km), Wolicą Uchańską (3,3 km) oraz Rogowem (3,1 km). Odległość do siedziby gminy - Grabowca wynosi 5,3 km, do Zamościa 28,9 km, do Lublina 93,7 km, do Warszawy 272 km. Do najbliższego przejścia granicznego z Ukrainą w Zosinie jest 48,8 km.

## Demografia
Według Narodowego Spisu Powszechnego Ludności i Mieszkań z 2011 roku liczba ludności we wsi Żurawlów to 100 z czego 50,0% mieszkańców stanowią kobiety, a 50,0% ludności to mężczyźni. Miejscowość zamieszkuje 2,3% mieszkańców gminy. 55,0% mieszkańców wsi Żurawlów jest w wieku produkcyjnym, 28,0% w wieku przedprodukcyjnym, a 17,0% mieszkańców jest w wieku poprodukcyjnym. Na 100 osób w wieku produkcyjnym przypada we wsi Żurawlów 81,8 osób w wieku nieprodukcyjnym.

## Integralne części wsi
Na początku XX wieku utworzono folwark Piotrówka, który początkowo stał się częścią folwarku Franciszków. Obecnie Piotrówka wchodzi w skład Żurawlowa.

## Historia
Najstarsze ślady bytowania ludzi na terenie Żurawlowa pochodzą z okresu 4200-2900 r. p. Chr. Kolejne ślady zaliczane do wczesnej epoki brązu datowane są na 2200-1600 r. p. Chr.oraz 1750-1600 r. p. Chr. W czasie prowadzonych badań archeologicznych odnaleziono ślady ceramiki datowanej na okres rzymski tj. I-V w. Ludność słowiańska pojawiła się na tych terenach w okresie XII- XIII wieku.
Pierwsza wzmianka o Żurawlowie pochodzi z 1394 roku, wówczas książę mazowiecki i bełski Ziemowit IV utworzył łacińską parafię w Grabowcu. Wieś została nadana przez księcia plebanowi grabowieckiemu jako uposażenie. Według wizytacji z 1601 roku w Żurawlowie był 1 łan użytków, na którym gospodarowało 2 kmieci oraz 9 zagrodników oraz staw i młyn wodny. W 1693 roku notowano we wsi „..dwór drewniany dranicami wszystek pobity porządnie i nowo, drzwi na obydwie strony porządnie otwierane..". Dwór wybudowano rok wcześniej. We wsi funkcjonował także folwark, a w nim młyn, piekarnia, winnica, i pasieka pszczela. W 1717 roku odnotowano w Żurawlowie staw, karczmę i młyn wodny. W 1792 roku wybudowano drewniany dworek, gumna, obory, zmeliorowano łąki, wybudowano młyn wodny.
W 1827 roku wieś należała do powiatu hrubieszowskiego i parafii Grabowiec. Liczyła wówczas 15 domów i 94 mieszkańców. Pod koniec XIX wieku Żurawlów wchodził w skład gminy i parafii w Grabowcu.
W 1915 roku w czasie I wojny światowej w okolicach Żurawlowa toczyły się walki między Austriakami i Rosjanami, w wyniku których niemal cała zabudowa Żurawlowa została spalona.
Według spisu z 1921 roku wieś liczyła 25 domów i 181 mieszkańców, w tym 3 Ukraińców. W 1929 roku pracował w Żurawlowie młyn wodny należący do J. Wojciechowskiego.
10 lutego 1943 roku w czasie II wojny światowej Niemcy wysiedlili mieszkańców wsi w ramach akcji pacyfikacyjnej Zamojszczyzny, a w ich miejsce przesiedlono Ukraińców z powiatu zamojskiego. W czasie okupacji organizowano ruch oporu pod dowództwem por. Pawła Runkiewicza "Czarnego", w skład którego wchodziło kilku mężczyzn z Żurawlowa. W czasie ataku na polski ruch oporu w pobliskim Cieszynie, spaleniu uległ młyn z Żurawlowie. W czasie II wojny światowej w Żurawlowie zginęło 11 mieszkańców: 6 Polaków i 5 Żydów.

## Protest przeciwko łupkom

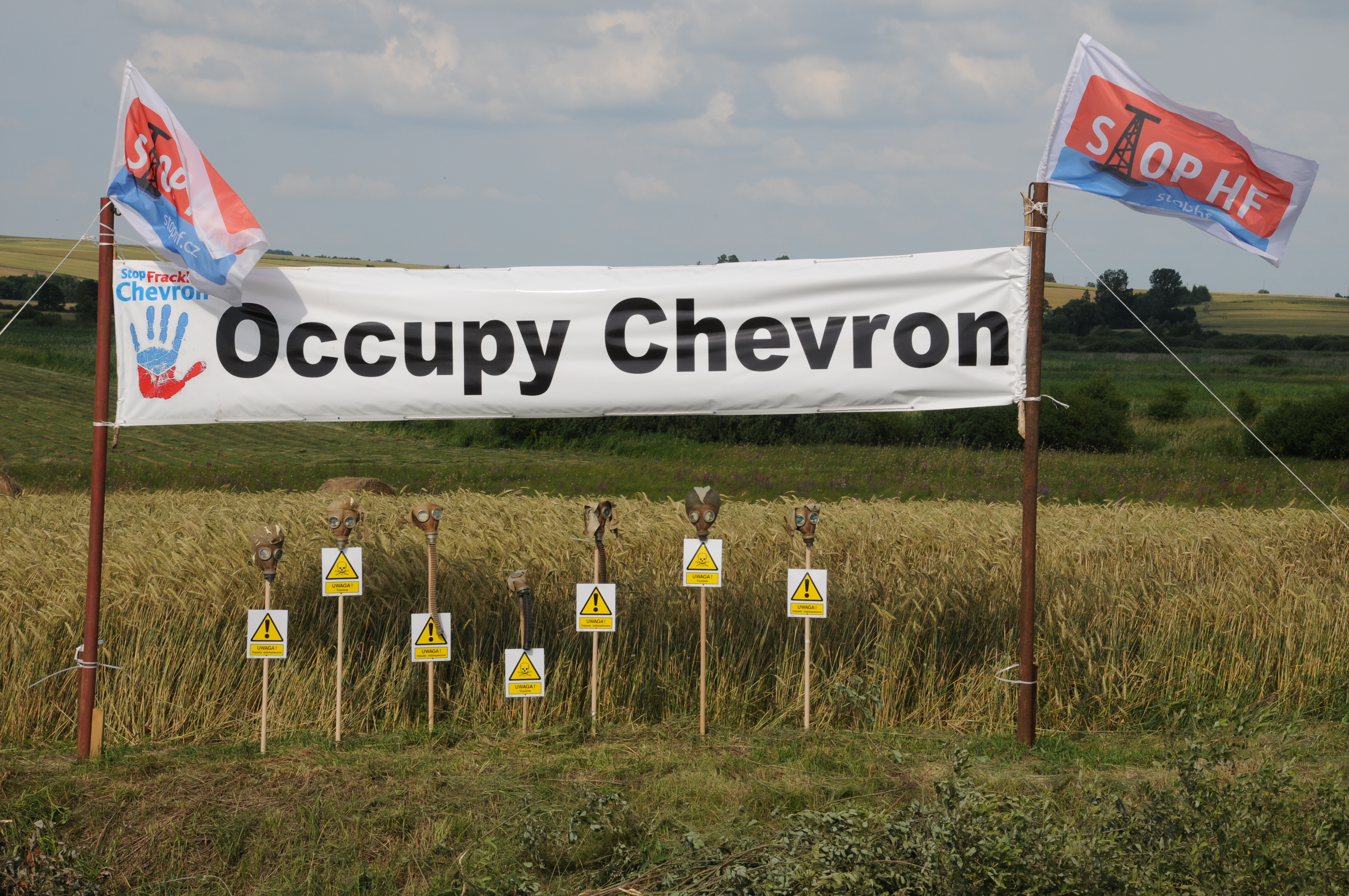
Protest przeciwko poszukiwaniu gazu łupkowego

Wieś Żurawlów stała się miejscem trwającego 400 dni protestu mieszkańców przeciwko działalności koncernu Chevron, który zamierzał poszukiwać gazu łupkowego na gruntach wioski. Zablokowanie dojazdu do terenu wydzierżawionego przez koncern, całodobowa, nieprzerwana okupacja miejsca planowanej budowy wiertni poszukiwawczej od 3 czerwca 2013 do 7 lipca 2014 zakończyła się sukcesem: Chevron wycofał się z terenu Żurawlowa. Mieszkańcy Żurawlowa obronili swoje rolnicze ziemie, zasoby wody pitnej w postaci Głównych Zbiorników Wód Podziemnych (GZWP nr 405, 406, 407), znajdujące się na terenie, który miałby w przyszłości być objęty wydobyciem gazu łupkowego metodą szczelinowania hydraulicznego.